# Isachne pubescens
Isachne pubescens är en gräsart som beskrevs av Jason Richard Swallen. Isachne pubescens ingår i släktet Isachne och familjen gräs. Inga underarter finns listade i Catalogue of Life.